# Juan Gómez de Lecube
Juan Gómez de Lecube (Ribadeo, 12 de mayo de 1902-Barcelona, 1 de mayo de 1966) fue un futbolista español de la década de 1920 que, durante la Segunda Guerra Mundial, fue considerado uno de los espías más peligrosos de la Alemania nazi reclutados en España. Destacó en el Atlético de Madrid y el Celta de Vigo.

## Vida personal
Lecube nació en Ribadeo por cuestiones laborales de su padre, pero desde muy pequeño se crio en Bilbao. Era primo hermano del futuro lendakari José Antonio Aguirre de Lecube, con el que estuvo viviendo varios años a partir del fallecimiento de su madre en 1906.
También vivió muchos años en Torrelavega, donde se casó y formó su familia. Más allá de su carrera como futbolista y entrenador, trabajó como funcionario de Hacienda. A raíz de esta ocupación, se trasladó a Tarragona a mediados de la década de 1930 y, después de la Guerra Civil, a Barcelona, donde falleció.

## Trayectoria como futbolista
Tras pasar por los juveniles del Arenas de Getxo, Lecube debutó en la Gimnástica de Torrelavega en la temporada 1922-1923. Inicialmente, jugaba como interior derecho, pero con el tiempo pasó a ocupar el puesto de extremo derecho y, en algunas ocasiones, de extremo izquierdo. Destacaba por ser el jugador más veloz que había en España en aquel momento y porque llevaba un pañuelo blanco atado a la cabeza por cuatro nudos. Con esta prenda, ocultaba su calvicie prematura.
Después de cinco campañas en la Gimnástica, en verano de 1927 lo fichó el Celta de Vigo, con el que realizó una gira por Argentina y Uruguay. Un año después se fue al Atlético de Madrid y, con el equipo rojiblanco, estrenó la Liga española y dio la primera asistencia de gol de la historia del campeonato.
Al finalizar la temporada 1929-1930, Lecube decidió retirarse del fútbol de élite y, aunque llegó a estar a prueba con el Murcia, con el Valencia y con el Barcelona, solamente volvería a jugar partidos oficiales con el Gimnástico de Valencia en la temporada 1932-1933.

### Clubes
| Club                      | País   | Año       |
| ------------------------- | ------ | --------- |
| Gimnástica de Torrelavega | España | 1922-1927 |
| Celta de Vigo             | España | 1927-1928 |
| Atlético de Madrid        | España | 1928-1930 |
| Gimnástico de Valencia    | España | 1932-1933 |

## Etapa como espía
Lecube fue reclutado por el servicio de inteligencia alemán en Barcelona en otoño de 1941. Bajo el nombre en clave Espina, la misión que le asignaron los alemanes fue la de espiar la zona del Canal de Panamá, uno de los puntos geográficos más estratégicos en la Segunda Guerra Mundial. Por esta razón, los aliados lo consideraron uno de los espías más peligrosos durante el conflicto y, gracias a la intercepción de los mensajes alemanes con Enigma, los británicos pudieron arrestarlo en Trinidad en junio de 1942, cuando estaba llevando a cabo el viaje desde Europa hacia América.

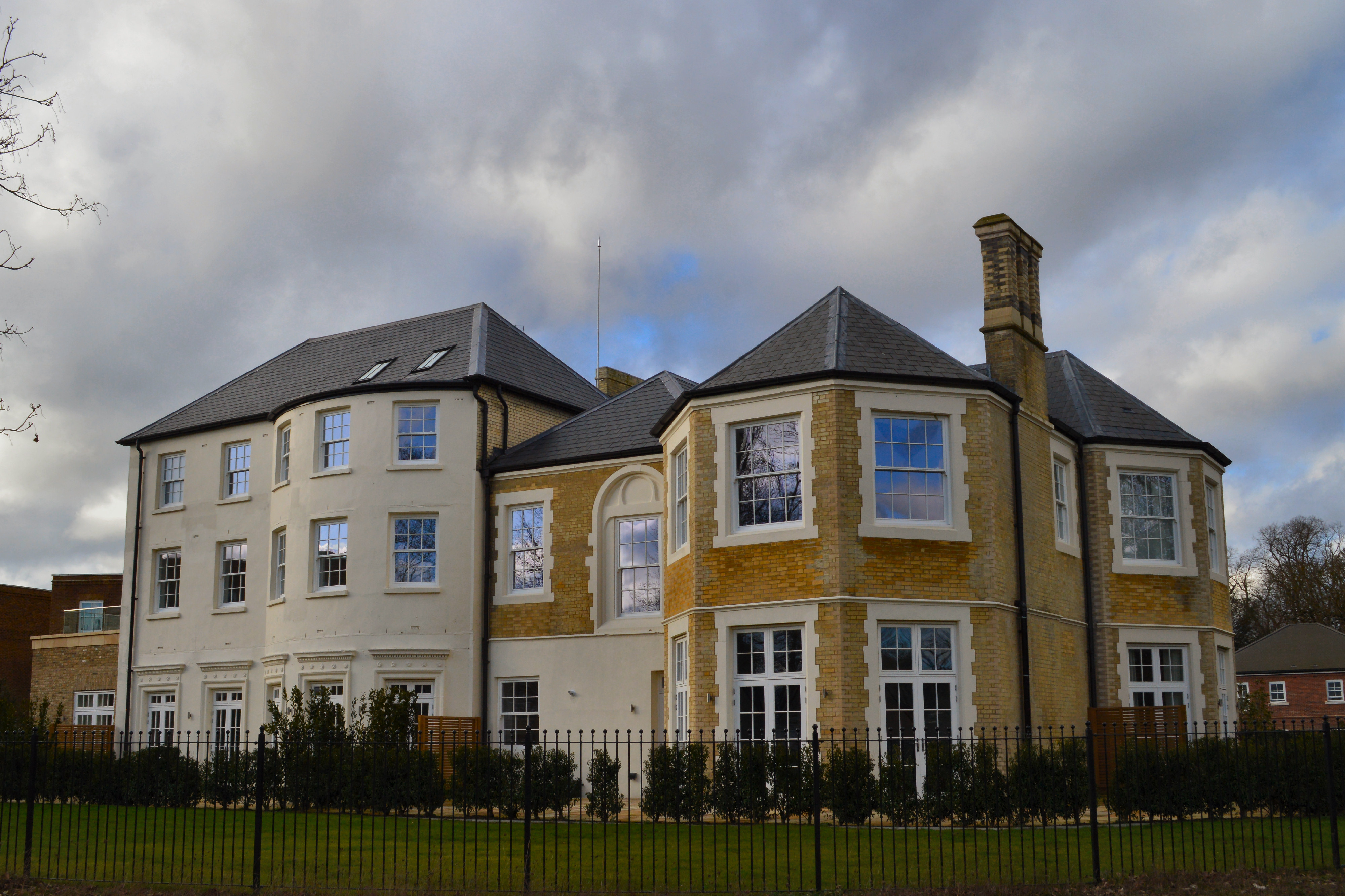
El Camp 020 estaba ubicado en la mansión londinense Latchmere House.

Por orden de Herbert Morrison, ministro del Interior del gobierno de Churchill, Lecube fue transportado hacia el Reino Unido para ser interrogado por el MI5 en el Camp 020 de Londres. Hasta 1945, pasó también por otros cuatro campos de concentración: el Camp 001 de Londres, el Camp 020R de Henley-on-Thames, la prisión de Dartmoor y el Peveril Camp de la Isla de Man.
Pero pese a los interrogatorios, las amenazas de muerte, las torturas y los chantajes a los que lo sometieron los británicos, Lecube siempre negó su vínculo con la Alemania nazi y acabó siendo liberado, sin confesar, una vez concluida la guerra y tras la reclamación del gobierno franquista.
El MI5 lo consideró el prisionero más complicado al que tuvo que hacer frente en toda la guerra porque, más allá de declararse inocente, proyectó un plan de fuga con otros detenidos, hizo una huelga de hambre e incluso saturó la administración penitenciaria de cartas pidiendo la libertad al ministro del Interior, al embajador de España en Londres o al rey Jorge VI.

## Trayectoria como entrenador
En 1936 fue contratado como entrenador por el Gimnàstic de Tarragona, pero a los pocos días estalló la guerra civil española y no pudo retomar su cargo hasta que el conflicto terminó, en 1939. Su trayectoria volvió a quedar interrumpida por la Segunda Guerra Mundial y no fue hasta 1951 que, después de sacarse el carnet de entrenador, relanzó su carrera en los banquillos fichando por el Lleida, recién descendido a Segunda División. En esta misma categoría también dirigió al Sant Andreu y al Condal, y su último club fue L'Hospitalet.
Como entrenador, es recordado por implantar de forma pionera el estilo de juego que, años después, pondrían en práctica en el Barcelona técnicos de renombre como Johan Cruyff o Pep Guardiola.

### Clubes
| Club                   | País   | Año       |
| ---------------------- | ------ | --------- |
| Gimnàstic de Tarragona | España | 1936-1941 |
| Lleida                 | España | 1951-1952 |
| Sant Andreu            | España | 1952-1953 |
| Condal                 | España | 1959-1960 |
| L'Hospitalet           | España | 1962-1963 |